# 메가헤르츠 신화
메가헤르츠 신화(megahertz myth) 또는 최근의 경우 기가헤르츠 신화(gigahertz myth)는 클럭 속도(예를 들어 메가헤르츠 또는 기가헤르츠 단위로 측정)만을 사용하여 서로 다른 마이크로프로세서의 성능을 비교하는 오해를 말한다. 클럭 속도는 동일한 모델과 유형의 프로세서에서 서로 다른 속도의 성능을 비교하는 유효한 방법이지만, 실행 장치의 양, 파이프라인 깊이, 캐시 계층, 분기 예측 및 명령어 집합과 같은 다른 요소들은 다른 프로세서를 고려할 때 성능에 크게 영향을 미칠 수 있다. 예를 들어, 한 프로세서는 두 개의 숫자를 더하는 데 두 번의 클럭 사이클이 걸리고 세 번째 숫자로 곱하는 데 또 다른 클럭 사이클이 걸릴 수 있지만, 다른 프로세서는 동일한 계산을 두 번의 클럭 사이클 내에 수행할 수 있다. 서로 다른 유형의 프로세서 간의 비교는 작업 유형에 따라 성능이 달라지기 때문에 어렵다. 벤치마크는 컴퓨터 성능을 측정하고 비교하는 더 철저한 방법이다.
이 신화는 1984년경 애플 II와 IBM PC를 비교하면서 시작되었다. IBM 컴퓨터는 인텔 8088 프로세서의 클럭 속도가 애플 II에 사용된 MOS 테크놀로지 6502의 클럭 속도보다 약 4.7배 빨랐기 때문에 애플 II보다 5배 빠르다는 주장이었다. 그러나 실제로 중요한 것은 기계의 명령어가 얼마나 미세하게 분할되어 있는지가 아니라 주어진 작업을 완료하는 데 걸리는 시간이다. LDA # (누산기 즉시 로드) 명령어를 생각해보자. 6502에서 이 명령어는 2클럭 사이클, 즉 1MHz에서 2 μs가 필요하다. 4.77 MHz 8088의 클럭 사이클은 더 짧지만, LDA #는 적어도 4클럭 사이클이 필요하므로 적어도 4 / 4.77 MHz = 0.84 μs가 걸린다. 따라서 이 명령어는 오리지널 IBM PC에서 애플 II보다 고작 2배 이상 빠른 속도로 실행된다.

## 역사

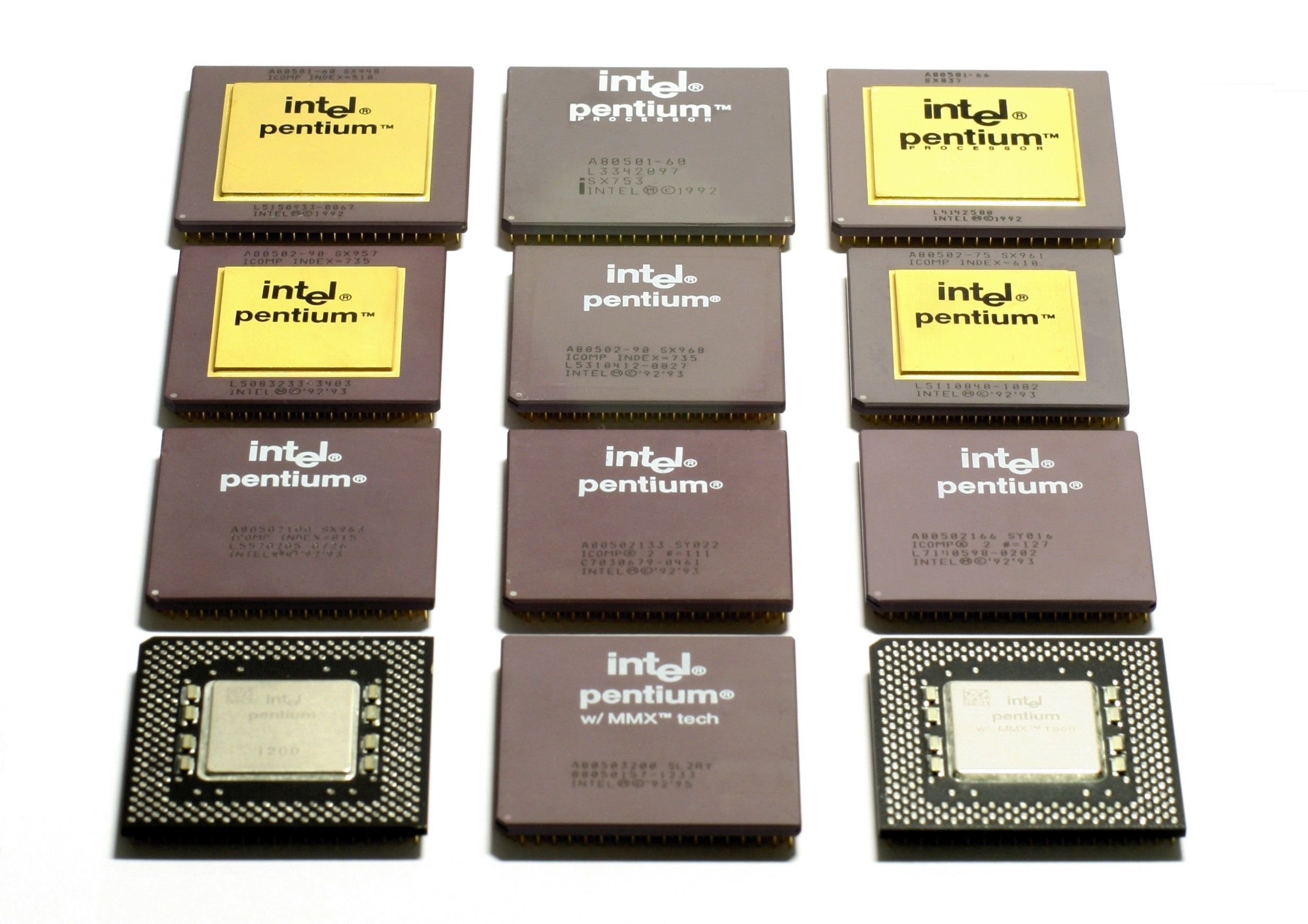
펜티엄 1 시리즈 프로세서

인텔이 1978년에 출시한 x86 CISC 기반의 CPU 아키텍처는 DOS 기반의 IBM PC의 표준으로 사용되었고, 이의 발전은 마이크로소프트 윈도우 시장을 계속 지배하고 있다. IBM RISC 기반 아키텍처는 1992년에 출시된 파워PC CPU에 사용되었다. 1994년 애플 컴퓨터는 이 파워PC CPU를 사용하는 매킨토시 컴퓨터를 출시했다. 처음에는 이 아키텍처가 성능에 대한 기대를 충족시켰고, 다양한 범위의 파워PC CPU가 개발되었으며, 종종 동일한 클럭 속도에서 다른 성능을 제공했다. 비슷하게, 이 시기에는 인텔 80486과 함께 펜티엄이 판매되었는데, 펜티엄은 동일한 클럭 속도에서 80486보다 거의 두 배의 성능을 제공했다.
이 신화는 클럭 속도가 프로세서 성능의 간단한 척도로 흔히 받아들여졌고, 다른 요소를 고려하지 않고 광고와 열광자들에 의해 홍보되었기 때문에 생겨났다. 이 용어는 파워PC 기반 애플 매킨토시 컴퓨터와 인텔 기반 PC를 비교하는 맥락에서 사용되었다. 이 신화에 기반한 마케팅은 클럭 속도가 실제 성능보다 더 높은 우선순위를 갖게 했고, AMD가 실제 클럭 속도의 인지된 부족을 극복하기 위해 비교 성능을 기반으로 한 가상의 클럭 속도를 나타내는 모델 번호를 도입하게 했다.
파워PC와 펜티엄 간의 비교는 애플 프레젠테이션의 단골 메뉴가 되었다. 2001년 7월 18일 뉴욕 맥월드 엑스포에서 스티브 잡스는 자신의 "스티브노트"에서 867 MHz 파워PC G4가 45초 만에 작업을 완료하는 반면 1.7 GHz 펜티엄 4는 동일한 작업을 하는 데 82초가 걸렸다고 설명하며, 이를 "메가헤르츠 신화라고 이름 붙였다"고 말했다. 그는 이어서 하드웨어 담당 수석 부사장인 존 루빈스타인을 소개했는데, 루빈스타인은 더 짧은 파이프라인이 클럭 속도가 절반일 때 더 나은 성능을 제공하는 방법을 설명하는 튜토리얼을 진행했다. 온라인 만화인 조이 오브 테크는 이후 루빈스타인의 튜토리얼에서 영감을 받은 일련의 만화를 선보였다.

## 프로세서 속도 제한

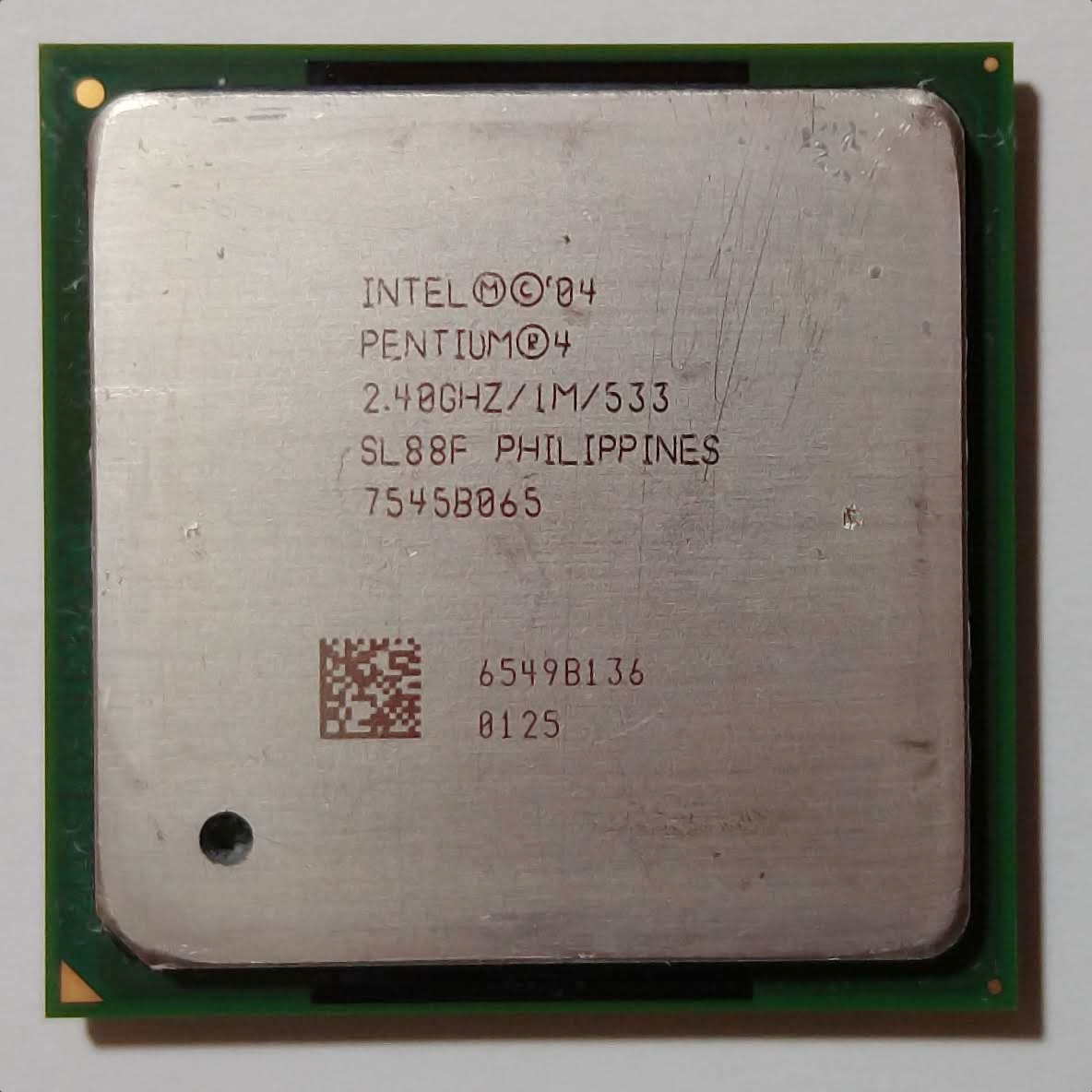
펜티엄 4 프로세서는 높은 클럭 속도를 가졌으며, 이는 높은 온도와 높은 전력 사용으로 이어졌다.

약 1995년부터 2005년까지 인텔은 AMD의 경쟁 제품과 비교하여 주로 클럭 속도만을 기준으로 펜티엄 주류 프로세서를 광고했다. 언론 기사들은 컴퓨터 프로세서가 다음 몇십 년 내에 10~20기가헤르츠만큼 빠르게 작동할 수도 있다고 예측했다.
이러한 추세는 약 2005년까지 계속되었고, 이때 펜티엄 익스트림 에디션은 거의 4기가헤르츠의 속도로 작동하면서 열 손실 한계에 도달했다. 이 프로세서는 열을 빠르게 제거하기 위해 칩 자체에 내장된 미세유체 냉각 채널과 같은 복잡한 냉각 설계 변경 없이는 더 빨라질 수 없었다.
그 후 2006년 코어 2 데스크톱 프로세서가 출시되었는데, 이는 이전 인텔 데스크톱 프로세서에서 크게 변화하여 동일한 성능을 유지하면서 프로세서 클럭을 거의 50%까지 줄일 수 있게 되었다.
코어 2는 에너지 효율이 순수 성능보다 더 중요했던 펜티엄 M 모바일 프로세서에서 시작되었으며, 처음에는 펜티엄 4와 펜티엄 D에서는 사용할 수 없었던 절전 옵션을 제공했다.

## 더 높은 주파수
넷버스트 마이크로아키텍처와 3+ GHz CPU의 종말 이후 몇 년 동안 마이크로프로세서 클럭 속도는 처음 약 1 GHz 감소한 후 서서히 증가했다. 몇 년간의 제조 공정 및 전력 관리(특히 코어별로 클럭 속도를 설정할 수 있는 능력) 발전으로 구형 넷버스트 펜티엄 4 및 펜티엄 D보다 높거나 같은 클럭 속도를 달성했지만 훨씬 높은 효율과 성능을 제공했다. 2018년 현재, 많은 인텔 마이크로프로세서는 4 GHz의 기본 클럭 속도를 초과할 수 있다(예를 들어, 인텔 코어 i7-7700K 및 i3-7350K는 4.20 GHz의 기본 클럭 속도를 가진다).
2011년, AMD는 초기 불도저 기반 AMD FX CPU의 출시와 함께 x86 마이크로프로세서에서 처음으로 4 GHz 장벽을 돌파할 수 있었다. 2013년 6월, AMD는 최대 5.0 GHz의 속도에 도달할 수 있는 FX-9590을 출시했지만, 전력 사용 및 열 출력과 관련된 유사한 문제가 다시 발생했다.
인텔과 AMD 모두 업계에서 4 GHz 및 5 GHz 장벽을 돌파한 최초의 마이크로프로세서를 생산하지는 않았다. IBM z10은 2008년에 4.4 GHz를 달성했으며, IBM z196은 2010년에 5.2 GHz를 달성했고, 이어서 z12는 2012년 가을에 5.5 GHz를 달성했다.

## 같이 보기
- 보고밉스
- 초당 명령어 처리 횟수 (IPC)
- 무어의 법칙
- 성능 등급